# François de Villeroy
François de Neufville, książę de Villeroy (ur. 7 kwietnia 1644 w Lyonie, zm. 18 lipca 1730 w Paryżu) – marszałek Francji.

## Życiorys
Pochodził z francuskiej rodziny szlacheckiej, która zyskała na znaczeniu za panowania Karola IX. Jego ojciec Nicolas markiz de Villeroy, również marszałek Francji, był wychowawcą króla Ludwika XIV, który później przyznał mu tytuł książęcy.
Wychowywał się w bliskim otoczeniu przyszłego króla i należał do grona jego przyjaciół. Jako królewski faworyt, zręczny dworzanin i człowiek o dużym uroku osobistym, de Villeroy przewidywał dla siebie nadzwyczajną karierę w armii, której był admiratorem. Praktyka wojskowa zweryfikowała jednak negatywnie jego kompetencje. W 1693 został mianowany marszałkiem Francji bez sprawdzenia jego rzeczywistych zdolności dowódczych, a w 1695, po śmierci marszałka Luxembourga, powierzono mu dowództwo nad armią francuską we Flandrii podczas tzw. wojny palatynackiej. Dokonał wtedy nieuzasadnionego bombardowania Brukseli (1695), zaś Wilhelm III Orański zwrócił uwagę, że znacznie łatwiej przyjdzie go pokonać niż „małego garbusa” (marszałka Luxembourga).
Wysłany w 1701 do Włoch dla zastąpienia marszałka de Catinata podczas hiszpańskiej wojny sukcesyjnej, wkrótce został pobity przez mniejsze siły księcia Eugeniusza Sabaudzkiego pod Chiari. W lutym 1702 dostał się do niewoli, pozwalając się zaskoczyć Austriakom w zajmowanej Cremonie, co naraziło go na dalszy upadek autorytetu i powszechne drwiny.
W następnych latach doznawał niepowodzeń w Niderlandach w walkach z wojskami dowodzonymi przez księcia Marlborough, który ostatecznie w 1706 zadał mu klęskę pod Ramillies. Ludwik XIV pozbawił go wtedy dowództwa i odtąd marszałek powrócił do życia na dworze. Mimo wysuwanych podejrzeń o udział w spiskach, zachował życzliwość monarchy.
W czasach Regencji (1715-1723) de Villeroi był wychowawcą małoletniego króla Ludwika XV, piastując także wysokie urzędy w latach 1717–1722, do chwili upadku wskutek spiskowania przeciw regentowi Filipowi Orleańskiemu, kiedy został odesłany na stanowisko gubernatora Lyonu. Po osobistym przejęciu rządów Ludwik XV odwołał go z wygnania i ponownie powierzył mu wysoki urząd dworski.